# 沙普莱讷
沙普莱讷（法語：Chapelaine，法語發音：[ʃaplɛn]）是法国马恩省的一个市镇，位于该省东南部，属于维特里勒弗朗索瓦区。

## 地理
沙普莱讷（48°34'44"N, 4°29'53"E）面积9.19 平方千米，位于法国大東部大區马恩省，该省份为法国东北部内陆省份，北起阿登省，西北接埃纳省，西南接塞纳-马恩省，南至奥布省，东南接上马恩省，东临默兹省。
与沙普莱讷接壤的市镇（或旧市镇、城区）包括：松苏瓦、科尔贝伊、马尔热里-昂库尔、圣旺-栋普罗。

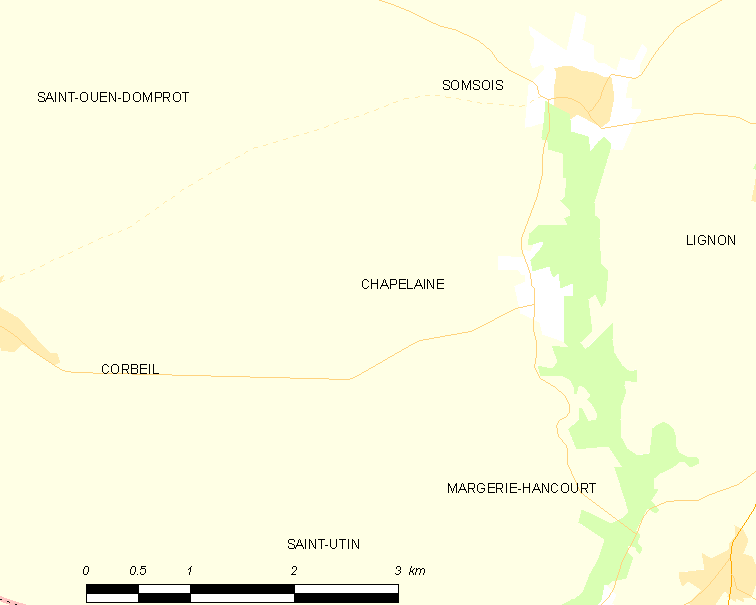
沙普莱讷的OSM定位图

沙普莱讷的时区为UTC+01:00、UTC+02:00（夏令时）。

## 行政
沙普莱讷的邮政编码为51290，INSEE市镇编码为51125。

## 政治
沙普莱讷所属的省级选区为维特里勒弗朗索瓦-香槟-代尔县。

## 人口

1962-2008年间沙普莱讷人口变化图示

沙普莱讷于2022年1月1日时的人口数量为50人。